# Acqua Tofana

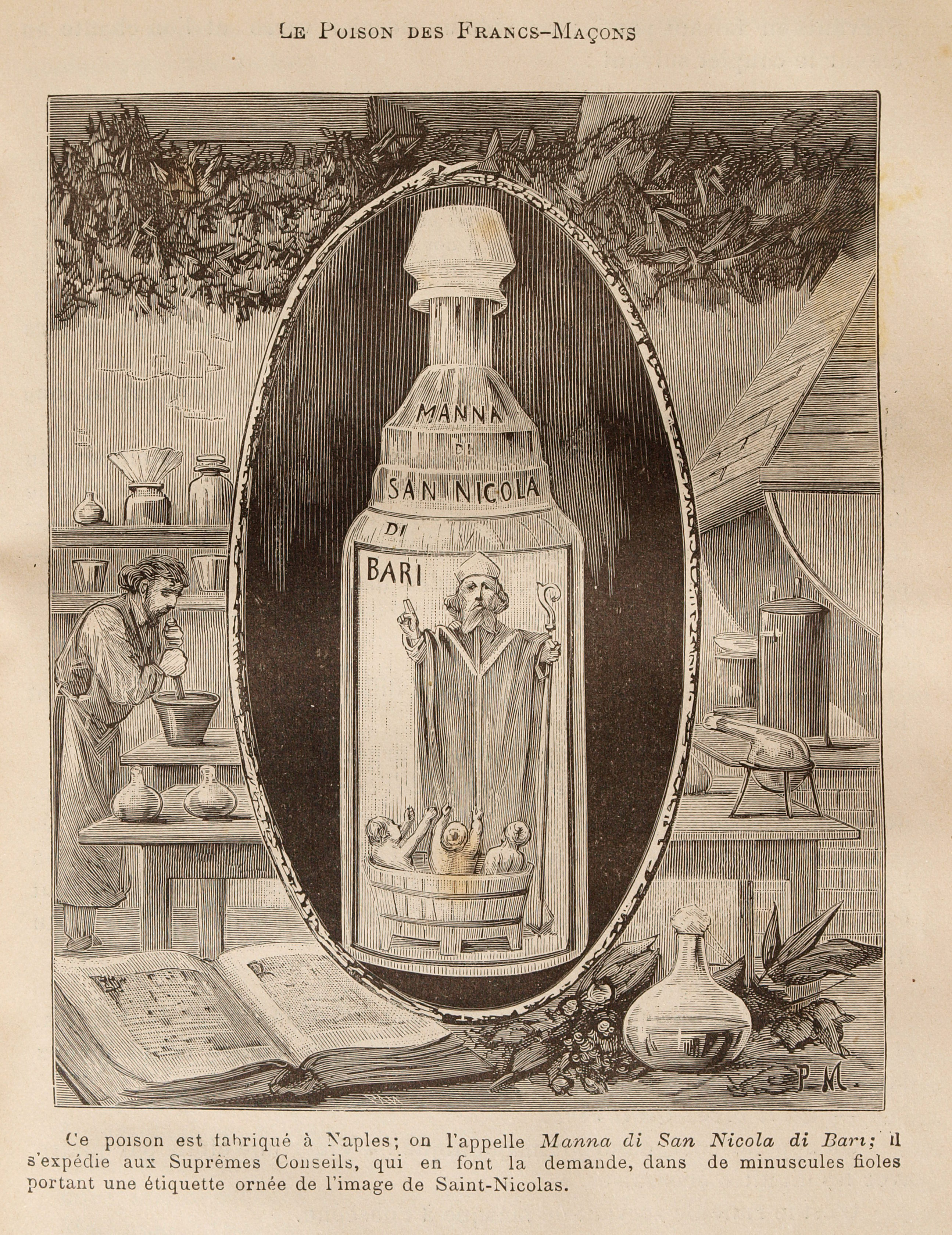
Poison de la manne de Saint-Nicolas (Acqua Tofana) selon Pierre Méjanel

Acqua Tofana (« eau Tofana »)  ou Manne de Saint-Nicolas ou Arquette est un poison utilisé en Italie du XVIe au XVIIIe siècle principalement à Palerme, Pérouse, Rome, Naples, Paris. Selon les chercheurs, il pourrait s'agir d'un mélange d'arsenic, de plomb et de belladone.
Il tient son nom de Giulia Tofana, une empoisonneuse originaire de Palerme qui vint à Rome pour exercer son « talent criminel ». Ce poison servait surtout aux femmes adultères pour se débarrasser de leur époux gênant ou prises au piège de mariages forcés, ce qui lui valut son autre nom de « manne de saint Nicolas ».
Incolore, inodore et insipide, la concoction pouvait tuer un homme en environ trois doses de quatre à six gouttes. Elle agissait lentement. La première dose provoquait une grande fatigue, la deuxième, une dysenterie, des vomissements et une soif extrême. La troisième dose était généralement la dernière.
Le déclin progressif permettait à la victime de sentir venir sa fin, donc, mettre de l’ordre dans ses affaires et édicter ses dernières volontés.
L'eau de Tofana resta longtemps dans les mémoires. Alexandre Dumas l'évoque dans Le Comte de Monte-Cristo : « Nous avons parlé dame de choses indifférentes, de Pérugin, de Raphaël, d'habitudes, de coutumes et de cette fameuse eau de Tofana dont certains, vous a-t-on dit, gardent encore le secret à Pérouse. »